# Пафенгут, Иосиф Васильевич
Иосиф Васильевич Пафенгут (род. 25 сентября 2000, Щучинск, Акмолинская область) — казахстанский футболист, полузащитник клуба «Иле-Алатау».

## Клубная карьера
Футбольную карьеру начинал в 2020 году в составе клуба «Рузаевка» во второй лиге.
В феврале 2021 года подписал контракт с клубом «Кара-Балта».
В начале 2024 года перешёл в казахстанский клуб «Иле-Алатау».

## Клубная статистика
| Игровая карьера | Игровая карьера | Игровая карьера | Лига | Лига | Кубок | Кубок | Межд. | Межд. | Др. | Др. |
| --------------- | --------------- | --------------- | ---- | ---- | ----- | ----- | ----- | ----- | --- | --- |
| 2020            | Рузаевка        | В               | 3    | 0    | —     | —     | —     | —     | —   | —   |
| 2021            | Кара-Балта      | А               | 21   | 0    | —     | —     | —     | —     | —   | —   |
| 2023            | AKAS            | В               | 9    | 0    | 2     | 0     | —     | —     | —   | —   |
| 2024            | Иле-Алатау      | В               | 3    | 0    | —     | —     | —     | —     | —   | —   |